# Ремельська сільська рада
Ремельська сільська́ ра́да (біл. Рамельскі сельсавет) — адміністративно-територіальна одиниця у складі Столинського району Берестейської області Білорусі. Адміністративний центр — село Ремель.

## Склад
Населені пункти, що підпорядковувалися сільській раді станом на 2009 рік:
| Населений пункт | Тип  | Населення, осіб (2009) |
| --------------- | ---- | ---------------------- |
| Мочуль          | село | 528                    |
| Оздамичі        | село | 1118                   |
| Ремель          | село | 1139                   |
| Теребличі       | село | 947                    |

## Населення
За переписом населення Білорусі 2009 року чисельність населення сільської ради становила 3732 особи.

### Національність
Розподіл населення за рідною національністю за даними перепису 2009 року:
| Національність            | Осіб | Відсоток |
| ------------------------- | ---- | -------- |
| білоруси                  | 3701 | 99,17 %  |
| росіяни                   | 20   | 0,54 %   |
| українці                  | 6    | 0,16 %   |
| поляки                    | 2    | 0,05 %   |
| національність не вказана | 2    | 0,05 %   |
| литовці                   | 1    | 0,03 %   |
| Разом                     | 3732 | 100 %    |